# Richard Christopher Carrington
Richard Christopher Carrington, angleški ljubiteljski astronom, * 26. maj 1826, Chelsea, London, † 27. november 1875, Churt, Anglija.